# 我が愛の至上
「我が愛の至上」（原題： Best of My Love）は、イーグルスが1974年に発表した楽曲。

## 概要
作詞作曲はドン・ヘンリー、グレン・フライ、J.D.サウザー。リード・ボーカルはドン・ヘンリー。
ヘンリーによれば、歌詞の多くはサンタモニカ・ブルバードにあったレストラン「Dan Tana's」で書かれたという（本作品を収録したアルバム『オン・ザ・ボーダー』のライナー・ノーツには「Dan Tana's」のヘッド・ウェイターへの謝辞がある）。フライはこう回想している。「ある午後ローレル・キャニオンでアコースティック・ギターを弾いてたんだ。2、3日前にジョニ・ミッチェルが教えてくれたチューニングをものにしようと思ってね。結局途中でわからなくなったのだけれど、それが『我が愛の至上』で使われているギター・チューニングとなった」。サウザーによれば最初に曲をもってきたのはフライであり、フレッド・ニールのレコードが元だと思うと述べている。「締め切りぎりぎりに3人で書き上げたよ。どこからインスピレーションを得たのかもう分からない」
レコーディングはロンドンのオリンピック・スタジオで行われた。アルバムの制作中、カントリーロック志向の強いグリン・ジョンズとメンバーの間で衝突があり、プロデューサーは途中からビル・シムジクに変わった。本作品のプロデューサーとレコーディング・エンジニアはジョンズがつとめた。アシスタントのエンジニアはロブ・テーア（Rob Thaer）がつとめた。そしてシムジクがリミックスを行った。
1974年3月22日発売のアルバム『オン・ザ・ボーダー』に収録され、同年11月5日にシングルカットされた。B面はトム・ウェイツが作詞作曲した「懐かしき '55年」。
1975年3月1日付のビルボード・Hot 100の1位を記録した。そのほか、ビルボード・イージーリスニング・チャート、カナダRPMのポップチャート、カナダRPMのアダルト・コンテンポラリー・チャートでも1位を記録した。1975年の年間チャートの12位を記録するなど大ヒットとなった。
2013年1月19日発売のDVD/ブルーレイ『History of the Eagles』 のボーナスDVDに1977年3月にワシントンD.C.で行われたライブ全8曲の映像が収められた。本作品のライブバージョンも収録。

## 演奏者
- ドン・ヘンリー - リード・ボーカル、ドラムズ
- グレン・フライ - 12弦アコースティック・ギター、バッキング・ボーカル
- バーニー・レドン - スティール・ギター、バッキング・ボーカル
- ランディ・マイズナー - ベース、バッキング・ボーカル

## カバー・バージョン
- フィフス・ディメンション - アルバム『Soul & Inspiration』（1974年）に収録。
- イヴォンヌ・エリマン - アルバム『Rising Sun』（1975年）に収録。
- ドビー・グレイ - アルバム『Let Go』（1977年）に収録。
- タニヤ・タッカー - アルバム『You Are So Beautiful』（1977年）に収録。
- ブルックス&ダン - コンピレーション・アルバム『Common Thread: The Songs of the Eagles』（1993年）に収録。
- ロッド・スチュワート - アルバム『グレイト・ロック・クラシックス』（2006年）に収録。
- J.D.サウザー - アルバム『Natural History』（2011年）に収録。